# بلبل ذهبي شمالي
بلبل ذهبي شمالي (الاسم العلمي:Alophoixus longirostris) (بالإنجليزية: Northern golden bulbul)‏ هو نوع من الطيور يتبع جنس البلبل الذهبي من فصيلة البلابل.